# FidoNet
FidoNet とは、世界的な電子掲示板同士の通信に使われているコンピュータネットワーク。1990年代初め、インターネットへの接続が容易になる前に最も盛んに使われた。現在も存在しているが、草の根BBS自体の減少に伴ってその規模は縮小している。

## 起源
1984年、カリフォルニア州サンフランシスコの Tom Jennings が非商用ネットワークとして開始したのが起源である。Jennings の開発したソフトウェアを使って複数のBBSの間を結ぶネットワークとして始まった。その後、他のBBS用ソフトウェアも追加されていき、FidoNet としての通信プロトコルが整備され、趣味のコンピュータユーザーの通信手段として人気を集めていった。

## FidoNetの構造
FidoNet は階層構造になっており、各階層にコーディネータが配置され、メンバー間の論争解決を行うようになっていた。各コーディネータは担当範囲の個々のノードの管理責任を負う（通常、市単位）。その上位のコーディネータは配下のコーディネータの管理責任を負う（通常、州または小さな国単位）。さらにその上にゾーンコーディネータと呼ばれる管理責任者がいる。全世界を6つのゾーン（北アメリカ、ヨーロッパ、オーストラリア、ラテンアメリカ、アフリカ、アジア）に分割しており、ゾーン・コーディネータのうちの1人が国際コーディネータに選ばれる。

## 技術
FidoNet は BBS 間のダイヤルアップ接続向けに設計されたため、その目的に沿ってポリシーや構造が決められている。
FidoNet は本来 Netmail の転送機能だけを指す。Netmail は、BBSユーザー間のメッセージのやり取りのためのプロトコル標準である。Netmail メッセージには、送信者の名前、受信者の名前、それぞれをFidoNetでのアドレスが記されている。FidoNet はこれらの情報を元にメッセージがあるユーザーから（別のノードの）ある特定のユーザーだけに送られるように働く。元々が趣味のネットワークであるため、このプライバシー保持は純粋に各ノード管理者の善意に頼ったものであった。ただし、各ノードの管理者は必要に応じて転送すべきメールの内容を調べる権利を有している。
Netmail のメッセージには1つのファイルを貼付することができる。これをファイルの配布やBBSをまたいだゲームのデータ転送に使った。例えば、この機能を使った Echomail という機能がある。これはネットニュースによく似た議論の場を提供する機能である。ある話題に関するBBS内のローカルなメッセージをまとめてZIPなどで圧縮し、Netmailのメッセージに貼付して送るのである。受信した側ではそれを解凍してローカルなBBSの同じ話題の場所に挿入する。Echomail は非常に一般的となり、ある意味で Echomail が FidoNet だったと言っても過言ではない。個人間の Netmail のやり取りはほとんどなされなかった。
なお、技術仕様は FTS-0001 として文書化されている。これには以下のものが定義されている。
- ハンドシェイク - メーラーソフトウェアで相手を特定しセッションのメタ情報を交換するためのプロトコル
- 転送プロトコル（XMODEM） - メールを含むファイルを転送するプロトコル
- メッセージ形式 - システム間でやり取りされるメッセージの形式

Echomail についての仕様は別に定義されている。

## ノードを構成するソフトウェア
FidoNet では、1つのパッケージに必要な機能を全て盛り込むのではなく、モジュール式の設計がなされている。典型的な方式では、共有ファイル（およびディレクトリ）を使って通信するアプリケーションをいくつか動作させ、シェルスクリプトやバッチファイルでそれらの切り替えを行う。
メーラーソフトウェア
ファイルやメッセージをやり取りする。アプリケーション間の制御メッセージもこれを経由する。電話がかかってきたときに受け付けるのがメーラーソフトウェアで、FidoNet転送プロトコルでメールを受信する。電話してきた相手がメーラーソフトウェアでなかった場合、BBSソフトウェアに切り換えて応答する。外に発信すべきメールがある場合、メーラーソフトウェアが適切な相手に電話を掛けてメールを送信する。時間帯によって電話料金に差があるため、メーラーソフトウェアは適当な時間にまとめてメールを送ることが多い。
BBSソフトウェア
人間（ダム端末）の相手をするシステム。BBSソフトウェアはユーザーがそのシステムのメッセージベースを利用できるようにし、メールを書いたりできるようにする。他のBBS向けのメールは後でメーラーソフトウェアが送信する。ユーザー間のファイル交換、ゲーム、ノード間チャットなどが可能である。
scanner/tosser
BBSユーザーがメールとして他のノードに送信すべきメッセージを書いたとき、それをメーラーソフトウェアの送信ボックスに置くソフトウェア。また、逆に外部からのメールを変換してBBSユーザーが読めるようにする。scanner/tosser は一般にルーティング情報を管理しており、相手によってどのノードに転送すべきかなどの制御を行う。
メッセージリーダー
後に追加されたソフトウェア。シスオペが利用するメッセージ読み書きソフト。FidoNetのノードにはBBSがない場合もあり、単にシスオペ個人がメッセージのやり取りのために接続していることがあった。
当初のソフトウェアは最近のシステム上では動作しない。原因は2000年問題などいくつかある。また、オープンソースでなかったために作成者がコミュニティを離れたと同時に保守されなくなったことも多い。いずれにしても、同等機能の新たなソフトウェアが提供されることでFidoNetは機能し続けている。

## 現状
1990年代中ごろに比較すると FidoNet の利用は激減したが、ロシアなどでは今もよく使われている。インターネット接続に切り換えたBBSでも、FidoNet でのメール配信（netmail および echomail）も続行しているところもある。
FidoNet の echomail 会議はゲートウェイを経由してUSENETのニュースに組み込まれている。FidoNet とインターネット間のメールゲートも存在する。インターネット側からのスパム等によりFidoNetのゲートウェイが機能不全に陥ることもある。